# Gravitationskollaps

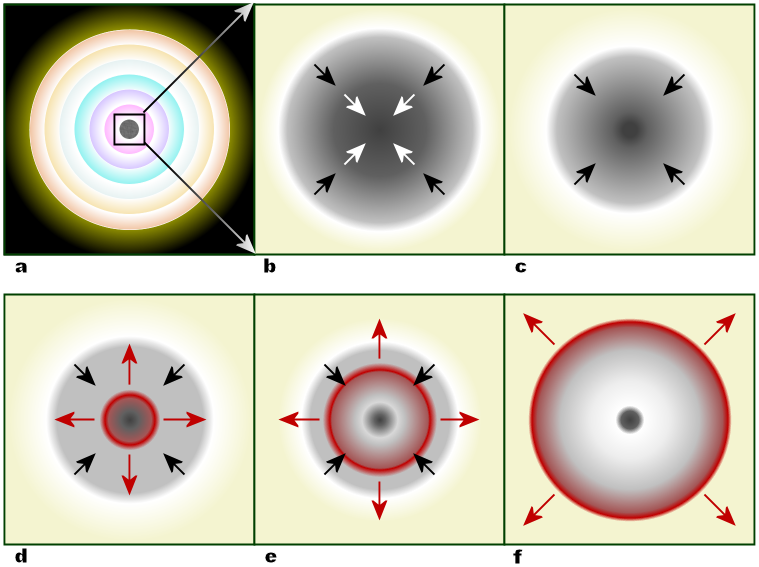
Gravitationskollaps av en massiv stjärna som resulterar i en supernova typ II.

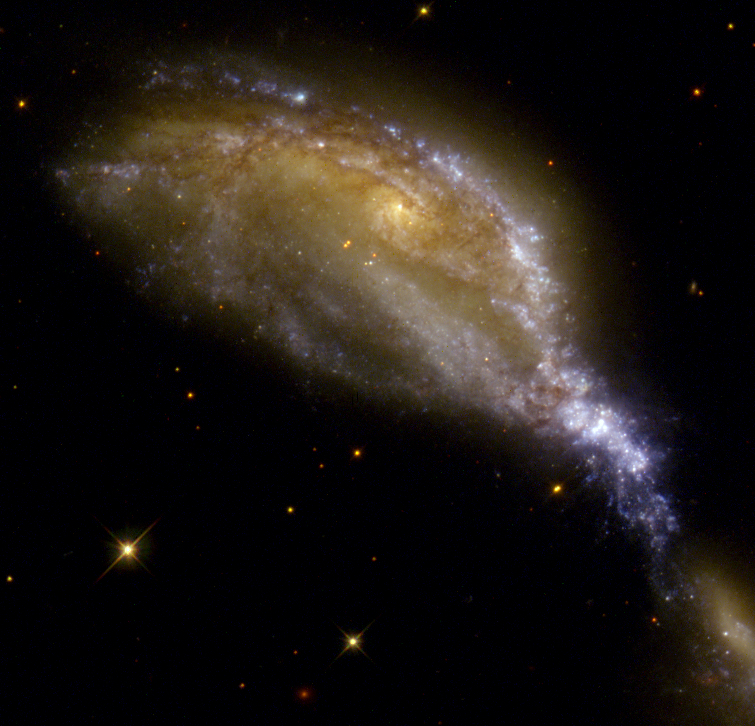
NGC 6745 skapar material med tillräckligt hög densitet för att orsaka gravitationskollaps.

Med gravitationskollaps avses att en samling materia faller samman mot sin tyngdpunkt genom inflytande av de ingående delarnas inbördes gravitation. 
Gravitationskollaps är ett centralt begrepp inom astronomin, som avgör hur och när strukturer av olika slag bildas i universum. Den inträffar när alla andra verksamma krafter inte lyckas upprätthålla ett tillräckligt högt tryck för att motverka gravitationen och hålla materiesamlingen i hydrostatisk jämvikt. Materiesamlingen kan vara såväl gasformig som massiv. En ursprungligen jämn fördelning av materia kommer att utvecklas med tiden och till slut kollapsa till annan form.
De kollapsande delarna kan vara komponenter som uppträder som gas i form av stora partiklar, stoft, molekyler, atomer, elektroner, atomkärnor eller neutroner och ge upphov till en hierarki av strukturer och objekt som galaxhopar, galaxer, stjärnhopar, stjärnor i olika stadier och planeter.
Gravitationskollaps är nödvändig för att stjärnor ska såväl födas som dö. Gravitationen i en himlakropp kan dra till sig ytterligare materia så att den blir större och gravitationen ökar och passerar gränsen för kollaps. På så sätt uppstår olika stora stjärnor och de med störst massa avslutar sin levnad som kompakta objekt - vita dvärgar, neutronstjärnor, kvarkstjärnor eller svarta hål, där gravitationen är så stor att inte ens ljus kan lämna himlakroppen.